# Cristina Zavalloni (disc)
Cristina Zavalloni és un disc homònim de la cantant italiana Cristina Zavalloni de l'any 2003. El disc està publicat sota el segell discogràfic RADIO POPOLARE / Sensible Records i és una obra per a piano i veu exclusivament. Al disc, a més de la Zavalloni hi participen els pianistes Stefano de Bonis i Andrea Rebaudengo.
Algunes de les cançons barrades a la secció Pistes, al dessota, s'acollen sota subtítols que n'indiquen l'autor o l'origen:
- De la tercera fins a la nonena hi figuren sota el títol Siete canciones populares ("Set cançons populars"). Es tracta de les adaptacions de cançons populars duites a terme per Manuel de Falla y Matheu
- De la desena fins a la tretzena sota el títol Quattro canzoni popolari ("Quatre cançons populars"). Es tracta de bell nou de cançons populars, aquest cop italianes, adaptades pel compositor italià Luciano Berio. Amb la interpretació d'aquestes cançons de Berio, Cristina Zavalloni ressegueix la traça de la cantant d'origen armeni Cathy Berberian, qui fou musa de Berio alhora que d'Andriessen.
- De la catorzena fins a la dissetena sota el títol Beatles songs ("Cançons dels Beatles"). Es tracta d'una colla de cançons del grup The Beatles adaptades a un format de cançó clàssica pel compositor holandès Louis Andriessen. Algunes ja n'havien estat interpretades per Cathy Berberian.

La resta és un seguit de cançons despariones. Dues tenen origen en poemes de Lorca (Y después) i de Pessoa (Tin tin), musicats el primer per Andriessen i el segon per la mateixa Zavalloni. Curiosament al llibret del disc, el text de la cançó Tin tin ve erròniament atribuït a Borges. Songs my mother taught me és una cançó per a veu i piano composta per Charles Ives l'any 1895 basada en un poema d'Adolf Heyduk. El mateix poema fou musicat per Antonín Dvořák.
Vocalise - Étude en forme de habanera és una composició vocal de Maurice Ravel i Tonada de luna llena és una tonada del compositor veneçolà Simón Díaz, que ja fou interpretada per Caetano Veloso entre d'altres.
Finalment Communication sometimes is hard és una improvisació jogassera amb la veu i el piano que introdueix la darrera cançó, Lush life, de Billy Strayhorn.

## Pistes
1. Y después -"I després" (L.Andriessen / F.G.Lorca)
2. Vocalise - Étude en forme de habanera (M.Ravel)
3. El paño moruno (tradicional / M.Falla)
4. Seguidilla murciana (tradicional / M.Falla)
5. Asturiana (tradicional / M.Falla)
6. Jota (tradicional / M.Falla)
7. Nana (tradicional / M.Falla)
8. Canción (tradicional / M.Falla)
9. Polo (tradicional / M.Falla)
10. Dolce cominciamento -"Dolç començament" (popular / L.Berio)
11. La donna ideale -"La dona ideal" (popular / L.Berio)
12. Avendo gran disìo -"Havent gran deler" (popular / L.Berio)
13. Ballo -"Ball" (popular / L.Berio)
14. Yesterday (The Beatles/ arranjaments de L.Andriessen)
15. You've got to hide your love away (The Beatles/ arranjaments de L.Andriessen)
16. Michelle (The Beatles/ arranjaments de L.Andriessen)
17. Ticket to ride (The Beatles/ arranjaments de L.Andriessen)
18. Songs my mother taught me (C.Ives)
19. Tin tin (F.Pessoa/C.Zavalloni)
20. Tonada de luna llena (S.Díaz / arranjaments de C.Zavalloni i Stefano de Bonis)
21. Communication sometimes is hard (C.Zavalloni i Stefano de Bonis)
22. Lush life (B.Strayhorn)